# Total perifer resistens
Total perifer resistans (TPR), även kallat totalt perifert motstånd (TPM), är ett mått på motståndet i blodet, d.v.s. hur trögt blodet flyter i blodets systemkretslopp.
TPR räknas ut enligt följande formel:
{\displaystyle TPR={\frac {(MAP-CVP)}{CO}}}
där
MAP = medelartärblodtryck (mean arterial pressure), vilket i sin tur kan uppskattas genom {\displaystyle MAP\simeq {\frac {2}{3}}(DP)+{\frac {1}{3}}(SP)}, där DP = diastoliskt blodtryck, och SP = systoliskt blodtryck
CVP = centralt ventryck (central venous pressure)
CO = hjärtminutvolym (cardiac output)
Venernas blodtryck är oftast lika med noll, och kan då negligeras.

## Förändringar i TPR
TPR beror på artärernas radie, och blodets tjocklek. 
Ju bredare artärer (d.v.s. om de inte kontraherar), desto lättare flyter blodet till venerna och tillbaka till hjärtat, vilket sker om man tränar hårt och behöver mer syre.
Blodet förlorar vätska om man tränar en längre tid, och blir då mer trögflytande, vilket minskar blodets TPR, det går då långsammare.